# Volga (Dakota del Sur)
Volga es una ciudad situada en el condado de Brookings, Dakota del Sur, Estados Unidos. Tiene una población estimada, a mediados de 2023, de 2340 habitantes.

## Geografía
La localidad está ubicada en las coordenadas 44°19′19″N 96°55′20″O / 44.32194, -96.92222 (44.321832, -96.922207). Según la Oficina del Censo, tiene una superficie de 2.96 km², correspondientes en su totalidad a tierra firme.

## Demografía
Según el censo de 2020, en ese momento había 2113 personas residiendo en la localidad. La densidad de población era de 713.85 hab./km².
| Composición racial     | Habitantes | Porcentaje |
| ---------------------- | ---------- | ---------- |
| Blancos                | 1945       | 92.05%     |
| Afroamericanos         | 13         | 0.62%      |
| Amerindios             | 22         | 1.04%      |
| Asiáticos              | 5          | 0.24%      |
| De otras razas         | 62         | 2.93%      |
| De una mezcla de razas | 66         | 3.12%      |
| Total                  | 2113       | 100.00%    |

Del total de la población, el 5.02% son hispanos o latinos de cualquier raza.